# Irving Foy
Irving Foy, född 26 augusti 1908, död 20 april 2003, Alberquerque, New Mexico, var en amerikansk skådespelare. Han var son till Eddie Foy.

## Filmografi
- 1915 - A Favorite Fool
- 1940 - Scatterbrain

## Fotnoter
1. 1 2  Find a Grave, Find A Grave-ID: 7383652, läs online, läst: 9 oktober 2017.[källa från Wikidata]